# 84339 Francescaballi
84339 Francescaballi este o planetă minoră (asteroid) din centura de asteroizi. A fost descoperită pe 2 octombrie 2002 la  de Campo Imperatore Near-Earth Object Survey⁠(d). 
Obiectul prezintă o orbită caracterizată de o semiaxă mare de 2,6971102430795 UAi, o excentricitate de 0,20333769892654, o înclinație de 9,9891048715291 ° în raport cu ecliptica.